# Escale du livre
Pour les articles homonymes, voir Foire du livre et Escale (homonymie).
 (octobre 2017).
Si vous disposez d'ouvrages ou d'articles de référence ou si vous connaissez des sites web de qualité traitant du thème abordé ici, merci de compléter l'article en donnant les références utiles à sa vérifiabilité et en les liant à la section « Notes et références ».
L'Escale du livre est une manifestation littéraire annuelle organisée par l'association Escales Littéraires Bordeaux Aquitaine et créée en 2002. Elle est située principalement Place Renaudel mais utilise le parc de l'église Sainte-Croix, le Théâtre National de Bordeaux, l'IUT Bordeaux Montaigne et la chapelle du CROUS. En 2025 elle se déroule à Darwin.

## Organisation
La manifestation est composée d'un salon littéraire et d'un festival culturel.
Le salon littéraire regroupe des stands loués par des librairies, maisons d'éditions ou autres structures du métier du livre. Les stands situés Place Renaudel sont dédiés au livre jeunesse tandis que ceux du parc sont dédiés à la littérature adulte. Ce sont surtout les livres de l'année passée qui sont mis en avant.
Le festival culturel est composé de diverses animations. Elles se présentent sous la forme d'un programme et se composent de rencontres, de lectures, de spectacles et autres formes qui varient suivant les éditions.
Le Centre national du livre (CNL) subventionne la manifestation.

## Le Prix des lecteurs et le Prix des lecteurs lycéens
Au cours de l'Escale du Livre sont remis les prix des lecteurs et des lycéens.
Lauréats du Prix des lecteurs (depuis 2014)
- 2020 : Jean-Baptiste Andrea, Cent Millions d'Années et un Jour, Éditions de l'Iconoclaste, 2019
- 2019 : Julia Kerninon, Ma Dévotion, Editions du Rouergue, 2018
- 2018 : Alice Zeniter, L'Art de perdre, Flammarion, 2017
- 2017 : Nathacha Appanah, Tropique de la violence, Gallimard, 2016
- 2016 : Thomas B. Reverdy, Il était une ville, Flammarion, 2015
- 2015 : Minh Tran Huy, Voyageur malgré lui, Flammarion, 2014
- 2014 : Sorj Chalandon, Le quatrième mur, Grasset, 2013

Lauréats du Prix des lecteurs lycéens (depuis 2016)
- 2020 : Jean-Baptiste Andrea, Cent Millions d'Années et un Jour, Éditions de l'Iconoclaste, 2019
- 2019 : David Diop, Frère d'âme, Seuil, 2018
- 2018 : Miguel Bonnefoy, Sucre Noir, Rivages, 2017
- 2017 : Natacha Appanah, Tropique de la Violence, Gallimard, 2016